# Diego Enríquez de Castañeda y Manrique
Diego Enríquez de Castañeda y Manrique (Salamanca, c.. 1535 – Palermo, 1601). Maestre de Campo del Tercio de Sicilia (1569-1601)

## Biografía
Fue hermano menor de Enrique Enríquez Manrique, castellano de Milán, e igualmente del señor de Valverde, un modesto mayorazgo fundado en 1512; sin embargo, sus antepasados entroncaban con los condes de Paredes y, más remotamente, con el antiguo linaje real de Castilla y León.
Comenzó a servir en Toscana durante la reducción de Siena (1553), haciéndolo después en la guerra contra el Papa Pablo IV (1556-57) y en la defensa de Nápoles (1557) ante la invasión del Duque de Guisa, donde ascendió a alférez. 
Apresado por los turcos en la batalla de Los Gelves (1560), no alcanzó la libertad hasta finales de 1563, en que fue proveído con una compañía de arcabuceros en el Tercio de Nápoles. El año siguiente la mandó en la toma del Peñón de Vélez de la Gomera y, en 1565, en las operaciones del socorro de la isla de Malta. 
En 1567 pasó a Flandes con el Duque de Alba, distinguiéndose particularmente en la batalla de Jemmingen (21 de agosto de 1568). Poco después, Francisco Fernando de Ávalos, marqués de Pescara y virrey de Sicilia, le propuso al rey para que sucediera a Julián Romero como Maestre de Campo del Tercio Fijo de la isla «por la necesidad que tiene esta infantería de Sicilia de quien la reduzca a orden y disciplina» (Palermo, 28 de octubre de 1568). Accedió Felipe II y Diego sería maestre de campo de dicho Tercio desde 1569 hasta su muerte (1601), tras mandarlo durante 33 años, el mayor registro de permanencia como jefe de un tercio de infantería, independientemente de su nacionalidad —los hubo españoles, valones, borgoñones, británicos e italianos— durante la época de los Tercios. 
Al frente de las 12 compañías del mismo, embarcadas en diferentes galeras, tomó parte en la decisiva batalla naval de Lepanto (7 de octubre de 1571), que puso fin a la expansión turca en el Mediterráneo Occidental.
- Datos: Q5806069